# NStB Kulm és Bilin
Az NStB  Kulm és Bilin egy szerkocsisgőzmozdony-sorozat volt az osztrák-magyar k.k. Nördlichen Staatsbahn (NStB)-nál.
A két mozdonyt a Kessler építette Karlsruheben 1850-ben.
Amikor 1855-ben a StEG felvásárolta az NStB-t a mozdonyoknak előbb 348-349, majd 1873-ban a IIIf sorozat 201-202 pályaszámait adta. A mozdonyokat 1873-74 között selejtezték.

## Fordítás
- Ez a szócikk részben vagy egészben  a   NStB – Kulm und Bilin című német Wikipédia-szócikk fordításán alapul.  Az eredeti cikk szerkesztőit annak laptörténete sorolja fel. Ez a jelzés csupán a megfogalmazás eredetét és a szerzői jogokat jelzi, nem szolgál a cikkben szereplő információk forrásmegjelöléseként. Az eredeti szócikk forrásai szintén ott találhatóak.